# 베트남 쌀국수
베트남 쌀국수는 베트남의 쌀국수 또는 그 요리를 말한다. 퍼(phở)가 대표적이다.

## 종류

### 국수
- 바인 까인(bánh canh)
- 바인 다 도(bánh đa đỏ)
- 바인 퍼(bánh phở)
- 분(bún)
- 후띠에우(hủ tiếu)

### 국수 요리
- 바인 땀 비(bánh tằm bì)
- 분 더우 맘 똠(bún đậu mắm tôm)
- 분 리에우(bún riêu)
- 분 보 남보(bún bò Nam Bộ)
- 분 보 후에(bún bò Huế)
- 분 짜(bún chả)
- 분 팃 느엉(bún thịt nướng)
- 퍼(phở)
- 후띠에우(hủ tiếu)

## 같이 보기
- 퍼